# 新單位
《新單位》（新しい単位）是一本由日本世界單位認定協會編著、由插畫家五月女桂子（五月女ケイ子）繪圖，並由扶桑社於2002年所發行的搞笑書。「世界單位認定協會」是一個在衛星電視頻道BS富士所屬之綜藝節目《寶島的地圖》（宝島の地図）中虛構出的協會，替本書配圖的五月女桂子也是該協會的成員。《新單位》一書將《寶島的地圖》裡的常態單元《STNK-世界單位認定協會》中所提及之內容集結成冊。除了《新單位》之外，扶桑社後續也出版了續集作品《新新單位》（新しい新しい単位，2003年出版）。

## 內容風格
創造新單位的發想來自於日常生活中可能發生的片段，依程度及情境作為定位，每個單位都有其名稱及定義，亦有最小的單位，作法一如我們對於長度、重量等常見單位的定義。舉例來說，該協會將奢華指數的最小單位定義為1Pnp，而Pnp是鳳梨的縮寫，意指雞尾酒杯上裝飾的新鮮鳳梨片是奢華指數的最小單位。此書利用獨樹一格的繪畫風格與對事物的另類觀點，來作為書籍的笑點。